# Sikisani
Sikisani is een dorp in het oosten van Stoelmanseiland in het district Sipaliwini in Suriname. Het ligt aan de Marowijnerivier met uitzicht op Belikampoe aan tegenoverliggende oever in Frans-Guyana. Het ligt noordelijk van New Libi en Koina.
Koina · Langatabbetje · Lokaloka · Nason · New Libi · Sikisani · Snesiekondre · Stoelmanseiland